# Teresa Gazzo
Teresa Gazzo (Cornigliano, 1901 – Genova, 1994) è stata una pittrice e incisore italiana.

## Biografia
Nata nel comune di Cornigliano Ligure (divenuto poi dal 1926 quartiere di Genova), frequentò l'Accademia Ligustica di Belle Arti a Genova e lo studio del ritrattista Angelo Vernazza, allievo di Nicolò Barabino. Esordì nel 1932 alla Promotrice Genovese e con una certa regolarità partecipò alle Mostre Sindacali. Alla pittura ad olio affiancò il disegno e l'incisione. Nel 1935 espose alla Mostra Interprovinciale di Arti Figurative a Genova.
Nel 1938 pubblicò in volume una raccolta di venticinque disegni in bianco e nero, preceduti da uno scritto su Genova di Ferdinando Garibaldi, che rappresentano gli angoli più significativi e suggestivi di Genova.
Negli anni Quaranta iniziò a cimentarsi nell'incisione. Nel 1941 alla Mostra Sindacale di Milano espose alcune incisioni e da quell'anno si dedicò esclusivamente a questa tecnica artistica, prediligendo il paesaggio urbano. Nel 1957 partecipò alla Mostra degli incisori italiani a Stoccolma. Nel 1966 alla Mostra della Calcografia italiana a Milano.
Nel 2003 una sua opera (Ponte elicoidale, 1938) fu esposta alla Mostra Paesaggio urbano - Stampe italiane della prima metà del '900 da Boccioni a Vispignani, organizzata a Roma dall'Istituto Nazionale per la Grafica. Due sue opere sono conservate presso la Galleria d'Arte Moderna di Genova (Fabbriche a Campi e Vitellino).
Nel 1938 il critico d'arte Giovanni Riva la definì "una delicata paesista", mentre Antonello Ferrero la descrisse come una "pittrice di splendida mano".